# Посёлок Дедовской школы-интерната
Дедовской школы-интерната — посёлок сельского типа в Истринском районе Московской области России, в муниципальном образовании городское поселение Дедовск. Население — 111 чел. (2010). Был основан, как посёлок для работников коррекционной школы-интерната (полное наименование — Муниципальное специальное (коррекционное) образовательное учреждение для обучающихся, воспитанников с ограниченными возможностями здоровья «Дедовская специальная (коррекционная) общеобразовательная школа-интернат VIII вида»).
Наиболее удалённое северо-западное поселение Дедовска, в 2,5 км от центра города, ближайший населённый пункт — примыкающая вплотную на севере деревня Турово, высота над уровнем моря 207 м.

## Население
| 2002 | 2006 | 2010 |
| ---- | ---- | ---- |
| 111  | ↘88  | ↗111 |